# Alticola semicanus
Alticola semicanus é uma espécie de roedor da família Cricetidae.
Apenas pode ser encontrada na Mongolia.